# Austen Henry Layard

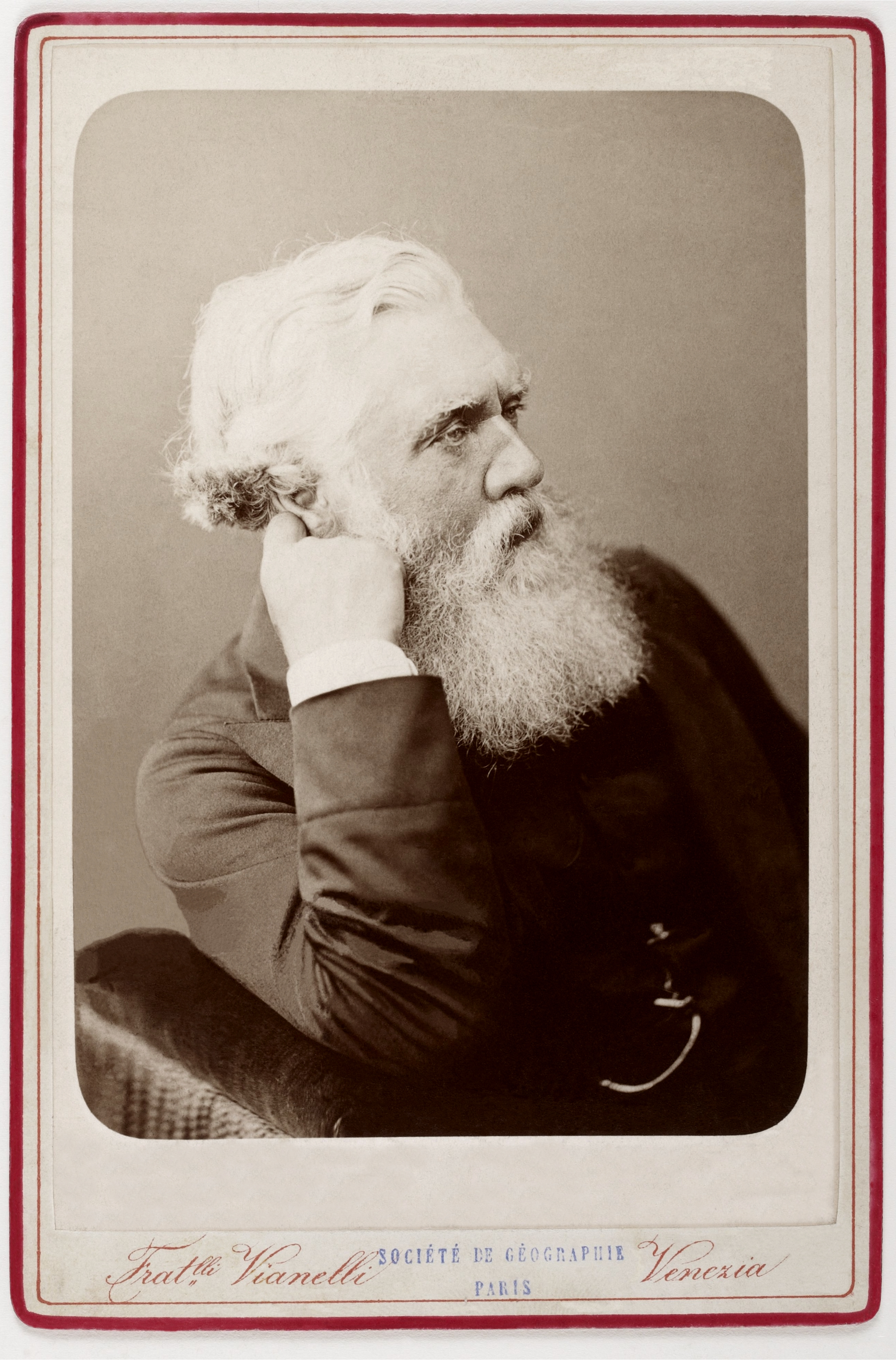
Austen Henry Layard

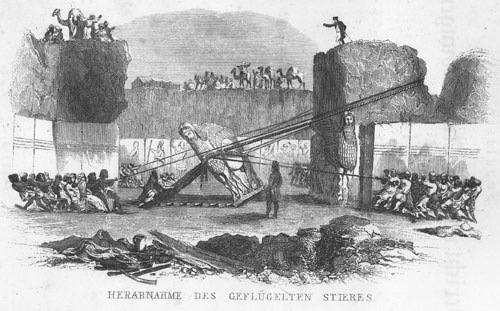
Illustration från en tysk upplaga av Austen Layards A Popular Account of Discoveries at Nineveh.

Austen Henry Layard, född 5 mars 1817, död 5 juli 1894, var en brittisk arkeolog och assyriolog.
Layard företog 1845-49 betydelsefulla utgrävningar bland annat i Nineve och publicerade Nineveh and its remains (2 band, 1848-49). Med sitt stora arbete Inscriptions in the cuneiform character from Assyrian monuments (1851) grundlade han utgivandet av de även av honom själv samlade kilskriftstexterna i British museum. Som diplomat tjänstgjorde Layard bland annat som sändebud i Madrid och Konstantinopel. Hans självbiografi utkom i 2 band 1913.

Hans arbeten i Irak fortsattes av hans tidigare assistent Hormuzd Rassam.